# Kleinsedlitz
Kleinsedlitz ist ein Ortsteil der Stadt Heidenau im Landkreis Sächsische Schweiz-Osterzgebirge, Sachsen.

## Geographie
Kleinsedlitz liegt im Süden der Stadt Heidenau. Es befindet sich südlich und knapp außerhalb des Elbtalkessels auf der Hochfläche zwischen den Tälern der Müglitz im Westen und der Seidewitz im Osten. Im Kleinsedlitzer Berg westlich der Ortslage erreicht das Gelände eine Höhe von 215 m ü. NN. Die Fluren um Kleinsedlitz werden landwirtschaftlich genutzt. Angrenzende Heidenauer Stadtteile sind Großsedlitz im Süden und Osten sowie Heidenau-Süd im Norden. Westlich benachbart ist das Stadtzentrum von Dohna.
Der Dorfkern von Kleinsedlitz befindet sich entlang der Parkstraße zwischen Pechhütten- und Steinstraße. An der Kleinsedlitzer Straße im Norden der Flur entstand nach 2000 eine Kleinsiedlung. Wichtigste Straße des Stadtteils ist die Sedlitzer Straße, die Kleinsedlitz mit Heidenau-Süd verbindet. Die Pechhüttenstraße führt ebenfalls ins Elbtal hinab in Richtung Pirna bzw. nach Westen in Richtung Dohna. Die Parkstraße ist die Verbindung in Richtung Barockgarten Großsedlitz. Eine direkte ÖPNV-Anbindung besteht durch die Buslinie A des Reisedienstes Dreßler. Die Bundesautobahn 17 führt unweit südwestlich an Kleinsedlitz vorbei. Die nächste Anschlussstelle ist Pirna und liegt einen Kilometer südwestlich.

## Geschichte

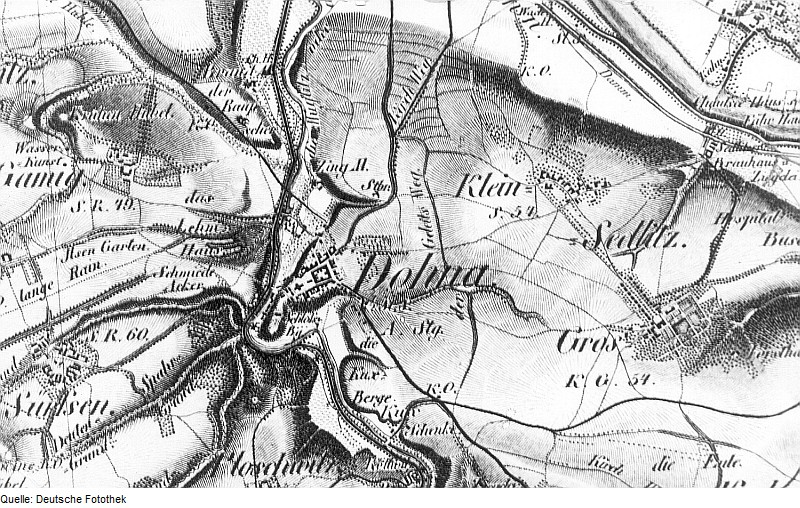
Kleinsedlitz auf einer Karte aus dem 19. Jahrhundert

Der Ursprung des Ortsnamens ist identisch mit dem des benachbarten Stadtteils Großsedlitz (siehe dort). Erstmals erwähnt wurde „Klein Zcedelitz“ im Jahr 1501. In den folgenden Jahrhunderten waren unter anderem die Schreibweisen „Klein Seddelitzs“, „Klein Seidelicz“ und „Klein Sedlitz“ in Gebrauch.
Kleinsedlitz entstand als Rundweiler und wurde später durch eine Häuslerzeile ergänzt. Der Ort war von einer 88 Hektar großen Block- und Streifenflur umgeben. Eingepfarrt war und ist Kleinsedlitz seit Jahrhunderten nach Dohna in die Marienkirche. Mitte des 16. Jahrhunderts war Kleinsedlitz ein Amtsdorf, das dem Amt Pirna und zu einem kleinen Anteil auch der Dohnaer Kirche zinspflichtig war. Vor 1548 muss es auch ein Vorwerk gegeben haben. Bereits seit dem frühen 17. Jahrhundert gehörte Kleinsedlitz dann zum Rittergut bzw. Kammergut (Groß-)Sedlitz. Die Verwaltung des Ortes oblag ab dem 16. Jahrhundert dem Amt Pirna und 1856 dann dem Gerichtsamt Pirna.
Auf Grundlage der Landgemeindeordnung von 1838 erlangte Kleinsedlitz Selbständigkeit als Landgemeinde. Diese war 1875 Teil der Amtshauptmannschaft Pirna. Etwa in dieser Zeit wurde auch das neoklassizistische Schloss Kleinsedlitz errichtet, das heute Sitz des CJD Heidenau ist. Am 1. September 1933 wurde Kleinsedlitz in die Stadt Heidenau eingemeindet. Im Jahr 1951 ging auf dem Kleinsedlitzer Berg ein Wasserturm in Betrieb, der heute ein Technisches Denkmal ist.

### Einwohnerentwicklung
| Jahr    | Einwohner                               |
| ------- | --------------------------------------- |
| 1548/51 | 8 besessene Mann, 9 Inwohner            |
| 1764    | 8 besessene Mann, 10 Gärtner, 1 Häusler |
| 1834    | 120                                     |
| 1871    | 112                                     |
| 1890    | 216                                     |
| 1910    | 466                                     |
| 1925    | 642                                     |
| 1939    | siehe Heidenau                          |